# 科洛科洛竞技俱乐部
科洛科洛竞技俱乐部（Club Social y Deportivo Colo-Colo） 是智利最大最受欢迎的足球俱乐部。球队25次夺得智利国家杯冠军，也是至今为止唯一夺得过南美解放者杯（1991年）的智利球队。球队身着白衣，黑裤和白袜，昵称“Albos”（雪白），“酋长”和“Eterno Campeón”（永恒的冠军）。

## 球队历史
球队创建于1925年，最初是由麦哲伦体育俱乐部脱离出来的11位球员组成的，他们是: Arellano兄弟（David和Francisco）、Juan Quiñones（帮助球队设计了队服和队色）、Luis Contreras（帮助球队取了俱乐部队名）、Rubén、Nicolás Arroyo、Clemente Acuña、Guillermo Garcés、Rubén Sepúlveda、Eduardo Stavelton和Luis Mancilla。
科洛科洛一直以来都拥有着强大的阵容，球队两次杀入南美解放者杯的决赛，并且在米尔科·约齐奇的率领下于1991年夺取了冠军。在2005年俱乐部转为股份公司，在圣地亚哥股票交易所上市。

## 赢得南美解放者杯
1991年6月5日是球队最值得庆祝的日子，球队在这一天在解放者杯的决赛中击败了亚松森奥林匹亚，捧起了象征南美足球俱乐部最高荣誉的解放者杯。在两队首回合比赛中科洛科洛队在客场巴拉圭的亚松森0-0逼和了亚松森奥林匹亚。在第二回合回到主场后的比赛中以3-0大胜对手，从而取得了最终的胜利。

## 球场
科洛科洛队的主体育场是大卫·阿雷拉诺纪念球场，球场坐落在圣地亚哥的马库，可容纳62000名观众。

## 球队荣誉

### 国内荣誉
- 智利甲組足球聯賽
  - 冠军（34次）：1937年，1939年，1941年（未被击败），1944年，1947年，1953年，1956年，1960年，1963年，1970年，1972年，1979年，1981年，1983年，1986年，1989年，1990年，1991年，1993年，1996年，1997年（秋季联赛），1998年，2002年（秋季联赛），2006年（春季和秋季联赛），2007年（春季和秋季联赛），2008年，2009年，2014年，2015年，2017年，2022年，2024年

- 智利盃
  - 冠军（13次）：1958年，1974年，1981年，1982年，1985年，1988年，1989年，1990年，1994年，1996年，2016年，2019年，2021年
- 智利超級盃
  - 冠军（3次）: 2017年，2018年，2022年

### 国际赛场荣誉
- 南美解放者杯
  - 冠军（1次）： 1991年
  - 亚军（1次）： 1973年
- 丰田杯
  - 亚军（1次）： 1991年
- 南美优胜者杯（Recopa Sudamericana）
  - 冠军（1次）： 1992年
- 美洲洲际杯（Copa Interamericana）
  - 冠军（1次）： 1991年
- 南美俱乐部杯（Copa Sudamericana）
  - 亚军（1次）： 2006年

## 著名球员
| - 塞尔索·阿亚拉 - Marcelo Barticciotto - Claudio Borghi - Carlos Caszely - Sebastián Cejas - Marcelo Espina - Marco Etcheverry - Giovanni Hernández - 馬迪亞斯·費南迪斯 - 埃利亚斯·菲格罗亚 - Lizardo Garrido - 塞瓦斯蒂安·冈萨雷斯 - 戴维·恩里克斯 - René Houseman - Sergio Livingstone - Javier Margas | - Daniel Morón - Manuel Neira - 哥迪奧·巴禾 - Marcelo Ramírez - Carlos Reinoso - 佩德罗·雷耶斯 - George Robledo - Roberto Rojas - 阿莱克西斯·桑切斯 - Leonel Sánchez - José Luis Sierra - Francisco Valdés - Jorge Valdivia - Patricio Yáñez - 伊万·萨莫拉诺 - 溫貝托·蘇亞佐 |

## 著名教练
- Luis Álamos
- Gustavo Benítez
- Claudio Borghi
- 米尔科·约齐奇
- Jaime Pizarro
- Francisco Platko
- Ferenc Puskás

## 当前阵容
註釋：國旗表示球員在國際足聯資格規則定義的國家隊。球員可能擁有一個以上非國際足聯國籍。
| 號碼 |          | 位置 | 球員                    |
| ---- | -------- | ---- | ----------------------- |
| 1    | 阿根廷   | 门将 | Sebastián Cejas         |
| 3    | 智利     | 后卫 | Luis Mena               |
| 4    | 智利     | 后卫 | 戴维·恩里克斯 - Captain |
| 5    | 智利     | 后卫 | Miguel Riffo            |
| 6    | 智利     | 前锋 | Nicolás Millán          |
| 7    | 智利     | 前锋 | 阿莱克西斯·桑切斯       |
| 8    | 智利     | 中场 | José Luis Jerez         |
| 10   | 哥伦比亚 | 中场 | Giovanni Hernandez      |
| 11   | 智利     | 前锋 | Gonzalo Fierro          |
| 12   | 智利     | 门将 | Rainer Wirth            |
| 13   | 智利     | 前锋 | 贡萨洛瓦斯奎兹          |
| 15   | 智利     | 中场 | Moisés Villarroel       |
| 17   | 智利     | 中场 | Arturo Sanhueza         |
| 20   | 巴拉圭   | 前锋 | Edison Giminez          |
| 21   | 智利     | 前锋 | Felipe Mella            |
| 23   | 智利     | 后卫 | 阿图罗·比达尔           |

| 號碼 |        | 位置 | 球員               |
| ---- | ------ | ---- | ------------------ |
| 26   | 智利   | 前锋 | 溫貝托·蘇亞佐      |
| 29   | 智利   | 中场 | Juan Pablo Arenas  |
| 30   | 智利   | 中场 | César Reyes        |
| 32   | 智利   | 后卫 | Cristián Abarca    |
| 34   | 智利   | 门将 | Richard Leyton     |
| 35   | 智利   | 中场 | Gerson Acevedo     |
| 36   | 智利   | 中场 | Sergio Vásquez     |
| -    | 智利   | 前锋 | Juan Gonzalo Lorca |
| -    | 智利   | 中场 | Rodrigo Millar     |
| -    | 巴拉圭 | 后卫 | Gilberto Velázquez |
| -    | 智利   | 中场 | Boris González     |
| -    | 智利   | 后卫 | Gonzalo Jara       |